# Eritrejská nakfa
Nakfa je zákonným platidlem afrického státu Eritrea. Jeho ISO 4217 kód je ERN. Jedna setina nakfy je cent.
Eritrea byla až do roku 1993 součástí Etiopie. I po svém osamostatnění používala Eritrea etiopskou měnu - birr. Nakfa se do oběhu dostala až v roce 1997, kdy nahradila birr v paritním kurzu 1:1. Od roku 2005 je nakfa pevně navázána na americký dolar v kurzu 1 USD = 15  ERN, nejedná se tedy o volně obchodovatelnou měnu.